# (500467) 2012 TR222
(500467) 2012 TR222 es un asteroide perteneciente al cinturón de asteroides, descubierto el 20 de diciembre de 2007 por el equipo del Mount Lemmon Survey desde el Observatorio del Monte Lemmon, Arizona, Estados Unidos.

## Designación y nombre
Designado provisionalmente como 2012 TR222.

## Características orbitales
2012 TR222 está situado a una distancia media del Sol de 3,129 ua, pudiendo alejarse hasta 3,743 ua y acercarse hasta 2,516 ua. Su excentricidad es 0,196 y la inclinación orbital 8,723 grados. Emplea 2022,25 días en completar una órbita alrededor del Sol.

## Características físicas
La magnitud absoluta de 2012 TR222 es 16,2. 